# Кожухово (Бабушкінський район)
Ко́жухово (рос. Кожухово) — присілок у складі Бабушкінського району Вологодської області, Росія. Входить до складу Рослятінського сільського поселення.

## Населення
Населення — 50 осіб (2010; 93 у 2002).
Національний склад (станом на 2002 рік):
- росіяни — 100 %